# Para-Alumohydrocalcit
Para-Alumohydrocalcit (IMA-Symbol Pahcal) ist ein sehr selten vorkommendes Mineral aus der Mineralklasse der „Carbonate und Nitrate“ mit der chemischen Zusammensetzung CaAl2(CO3)2(OH)4·6H2O und damit chemisch gesehen ein wasserhaltiges Calcium-Aluminium-Carbonat mit zusätzlichen Hydroxidionen.
Die genaue Kristallstruktur von Para-Alumohydrocalcit ist bisher nicht bekannt. Das Mineral entwickelt nur winzige Kristalle bis etwa 0,01 mm Größe, die überwiegend zu radialstrahlig-kugeligen oder faserigen Mineral-Aggregaten zusammentreten. In Form von Einkristallen sowie in dünnen Schichten ist Para-Alumohydrocalcit farblos und durchsichtig. Durch vielfache Lichtbrechung aufgrund von Gitterfehlern oder polykristalliner Ausbildung ist er jedoch meist durchscheinend weiß und kann durch Fremdbeimengungen auch eine gelbliche Farbe annehmen.
Para-Alumohydrocalcit ist das erste und bisher einzige Mineral mit der Typlokalität Turkmenistan, das heißt, es wurde erstmals in Mineralproben aus diesem Land entdeckt (Stand 2024).

## Etymologie und Geschichte
Entdeckt wurde Para-Alumohydrocalcit zuerst in Mineralproben aus den Schwefel-Lagerstätten Gaurdak nahe Chardzhou in der Provinz Lebap welaýaty in Turkmenistan und Vodinsk in der Oblast Samara (Föderationskreis Wolga) in Russland. Die Analyse und Erstbeschreibung erfolgte durch B. I. Srebrodolski (russisch Б. И. Сребродольский), der das Mineral in Anlehnung an den, bis auf den geringeren Wassergehalt, chemisch gleichen Alumohydrocalcit (CaAl2(CO3)2(OH)4·4H2O) benannte.
Srebrodolski sandte seine Untersuchungsergebnisse und den gewählten Namen 1976 zur Prüfung an die International Mineralogical Association (interne Eingangsnummer der IMA: 1976-027), die den Para-Alumohydrocalcit als eigenständige Mineralart anerkannte. Die Erstbeschreibung wurde 1977 im russischen Fachmagazin Sapiski Wsessojusnogo Mineralogitscheskogo Obschtschestwa (russisch Записки Всесоюзного Минералогического Общества) veröffentlicht.
Die Prüfung und Zusammenfassung der Erstbeschreibung für die Publikation Neuer Mineralnamen (englisch New mineral names) 1978 im amerikanischen Fachmagazin American Mineralogist gestaltete sich allerdings als schwierig, da die Beschreibung dieses Minerals auf zwei Artikel verteilt war. Diejenige von 1977 war nur kurz und unvollständig und verweist auf einen früheren Artikel von 1974, die allerdings eine Vielzahl von Daten und Angaben enthält, von denen sich einige mit denen von Alumohydrocalcit überschneiden. Die Unterschiede zwischen dem Tetrahydrat Alumohydrocalcit und dem Hexahydrat Para-Alumohydrocalcit wurden dennoch als realistisch angesehen, obwohl die kristallografischen Daten für Para-Alumohydrocalcit nicht vorlagen.
Das Typmaterial des Minerals wird im Mineralogisches Museum, benannt nach A. J. Fersman (FMM) unter der Katalog-Nummer 81064 aufbewahrt.

## Klassifikation
In der letztmalig 1977 überarbeiteten 8. Auflage der Mineralsystematik nach Strunz ist der Para-Alumohydrocalcit noch nicht verzeichnet.
In der zuletzt 2018 überarbeiteten Lapis-Systematik nach Stefan Weiß, die formal auf der alten Systematik von Karl Hugo Strunz in der 8. Auflage basiert, erhielt das Mineral die System- und Mineralnummer V/E.04-040. Dies entspricht der Klasse der „Nitrate, Carbonate und Borate“ und dort der Abteilung „Wasserhaltige Carbonate, mit fremden Anionen“, wo Para-Alumohydrocalcit zusammen mit Alumohydrocalcit, Hydroscarbroit und Scarbroit eine unbenannte Gruppe mit der Systemnummer V/E.04 bildet.
Die von der IMA zuletzt 2009 aktualisierte 9. Auflage der Strunz’schen Mineralsystematik ordnet den Para-Alumohydrocalcit in die verkleinerte Klasse der „Carbonate und Nitrate“ (die Borate bilden hier eine eigene Klasse) und dort in die Abteilung „Carbonate mit zusätzlichen Anionen; mit H2O“ ein. Diese ist weiter unterteilt nach der relativen Größe der beteiligten Kationen, sodass das Mineral entsprechend seiner Zusammensetzung in der Unterabteilung „Mit großen und mittelgroßen Kationen“ zu finden ist, wo es zusammen mit Alumohydrocalcit und Nasledovit die „Alumohydrocalcitgruppe“ mit der Systemnummer 5.DB.05 bildet.
In der vorwiegend im englischen Sprachraum gebräuchlichen Systematik der Minerale nach Dana hat Para-Alumohydrocalcit die System- und Mineralnummer 16b.02.03.02. Das entspricht der Klasse der „Carbonate, Nitrate und Borate“ und dort der Abteilung „Carbonate – Hydroxyl oder Halogen“. Hier findet er sich innerhalb der Unterabteilung „Carbonate – Hydroxyl oder Halogen mit (A)m(B)n(XO3)pZq x (H2O), mit (m+n) : p = 3 : 2“ in einer unbenannten Gruppe mit der Systemnummer 16b.02.03, in der auch Alumohydrocalcit eingeordnet ist.

## Kristallstruktur
Da die genaue Kristallstruktur von Para-Alumohydrocalcit bisher bekannt ist, sind weder Daten zum Kristallsystem noch zu den Gitterparametern dokumentiert.

## Eigenschaften
Das Mineral ist nur schwach löslich in Salzsäure (HCl).

## Bildung und Fundorte
Para-Alumohydrocalcit bildet sich durch Zersetzung von Allophan in der Oxidationszone von Schwefel-Lagerstätten. Als Begleitminerale können neben Allophan unter anderem noch Calcit, Dundasit, Gips, Halloysit und Scarbroit auftreten.
Von dem überaus seltenen Mineral sind weltweit bisher weniger als 10 Vorkommen dokumentiert (Stand 2024). Sein als Typlokalität geltendes Erstvorkommen Gaurdak in Turkmenistan ist der bisher einzige bekannte Fundort für das Mineral. In Russland konnte Para-Alumohydrocalcit außer an der Typlokalität Vodinsk in der Oblast Samara noch am Eweslogtschorr in den Chibinen in der Oblast Murmansk auf der russischen Halbinsel Kola gefunden werden.
In Deutschland konnte Para-Alumohydrocalit bisher ebenfalls nur an einem Ort, genauer in einer Tuffgrube im Wehrer Kessel, nachgewiesen werden, wobei sich Mineralfundstellen bis zum Hüttenberg etwa 2 km nordnordöstlich von Wehr ziehen, im Landkreis Ahrweiler am Rande der Vulkaneifel in Rheinland-Pfalz.
Auch in Österreich ist mit einer aufgelassenen Sandgrube bei Großrust in der Gemeinde Obritzberg-Rust in Niederösterreich bisher nur ein Fundort bekannt.
Des Weiteren wurde das Mineral noch bei Şaru Dornei im Kreis Suceava in Rumänien, in der Grube Csordakut (auch Csordakuti) bei Bicske-Csordakút im ungarischen Kreis Bicske und in einem Steinbruch bei Chipping Sodbury in der englischen Unitary Authority South Gloucestershire (Vereinigtes Königreich) entdeckt.